# Svenska lifförsäkringsanstalten Oden
Svenska lifförsäkringsanstalten Oden var ett svenskt försäkringsbolag, grundat 1888 med huvudkontor i Stockholm. 
År 1931 gick man samman med det 1887 grundade Allmänna livförsäkringsbolaget till Allmänna livförsäkringsbolaget Oden.
År 1960 fusionerade man med Svenska Lif-Balder till Svenska Livförsäkringsbolaget Svenska Lif-Balder.